# Ɨ̱̈
Cette page contient des caractères spéciaux ou non latins. S’ils s’affichent mal (▯, ?, etc.), consultez la page d’aide Unicode.
Ɨ̱̈ (minuscule : ɨ̱̈), appelé I barré tréma macron souscrit, est un graphème utilisé dans l’écriture du chinantèque d’Ojitlán. Il s’agit de la lettre Ɨ diacritée d’un tréma et d’un macron souscrit.

## Représentations informatiques
Le I barré tréma macron souscrit peut être représenté avec les caractères Unicode suivants :
- décomposé (latin étendu B, alphabet phonétique international, diacritiques) :

| formes    | représentations | chaînes de caractères | points de code       | descriptions                                                                  |
| --------- | --------------- | --------------------- | -------------------- | ----------------------------------------------------------------------------- |
| capitale  | Ɨ̱̈               | Ɨ◌̱◌̈                   | U+0197 U+0323 U+0308 | lettre majuscule latine i barré diacritique macron souscrit diacritique tréma |
| minuscule | ɨ̱̈               | ɨ◌̱◌̈                   | U+0268 U+0323 U+0308 | lettre minuscule latine i barré diacritique macron souscrit diacritique tréma |

## Sources
- (es + chj) INEA, Escribo mi lengua. Chinanteco de Ojitlán, ꞌE sɨɨ̱ jújmi kiɨ͇. Jújmi kíꞌ tsa kö ꞌwɨ̱̈ɨ̈, Mexico, Instituto Nacional para la Educación de los Adultos, INEA, coll. « MIBES » (no 7), 2011 (lire en ligne)